# Puerto Madryn
Puerto Madryn is een stad in het zuiden van Argentinië, in het Argentijnse deel van Patagonië, aan de Atlantische kust. Puerto Madryn ligt in de provincie Chubut en is de hoofdplaats van het departement Biedma. Bij de volkstelling van 2022 telde de stad 103.175 inwoners.

## Geschiedenis
De stad werd op 28 juli 1865 gesticht door 150 Welshe immigranten, die op dit punt aankwamen met hun schip The Mimosa. De nederzetting groeide dankzij de aanleg van een spoorlijn naar het nabijgelegen Trelew; Puerto Madryn werd de haven van waaruit de landbouwproducten uit de omgeving van Trelew werden verscheept. Sinds de jaren 70 van de 20e eeuw is de betekenis van de haven afgenomen, door de sluiting van de spoorlijn en de ongunstige douanepolitiek. Aluminiumproductie en toerisme werden de belangrijkste pijlers van de economie.

## Geografie
Puerto Madryn ligt aan de voet van de Patagonische Meseta, een hoogvlakte die hier afloopt naar een wijde baai, de Golfo Nuevo. Ten noorden van de Golfo Nuevo ligt het schiereiland Valdés, een wereldberoemd natuurreservaat dat sinds 1999 op de Werelderfgoedlijst van de UNESCO staat. Het gebied is vooral beroemd wegens de zeer rijke fauna; zeeleeuwen, walvissen, pinguïns, zeeolifanten en vele vogelsoorten. De plantengroei is steppeachtig.

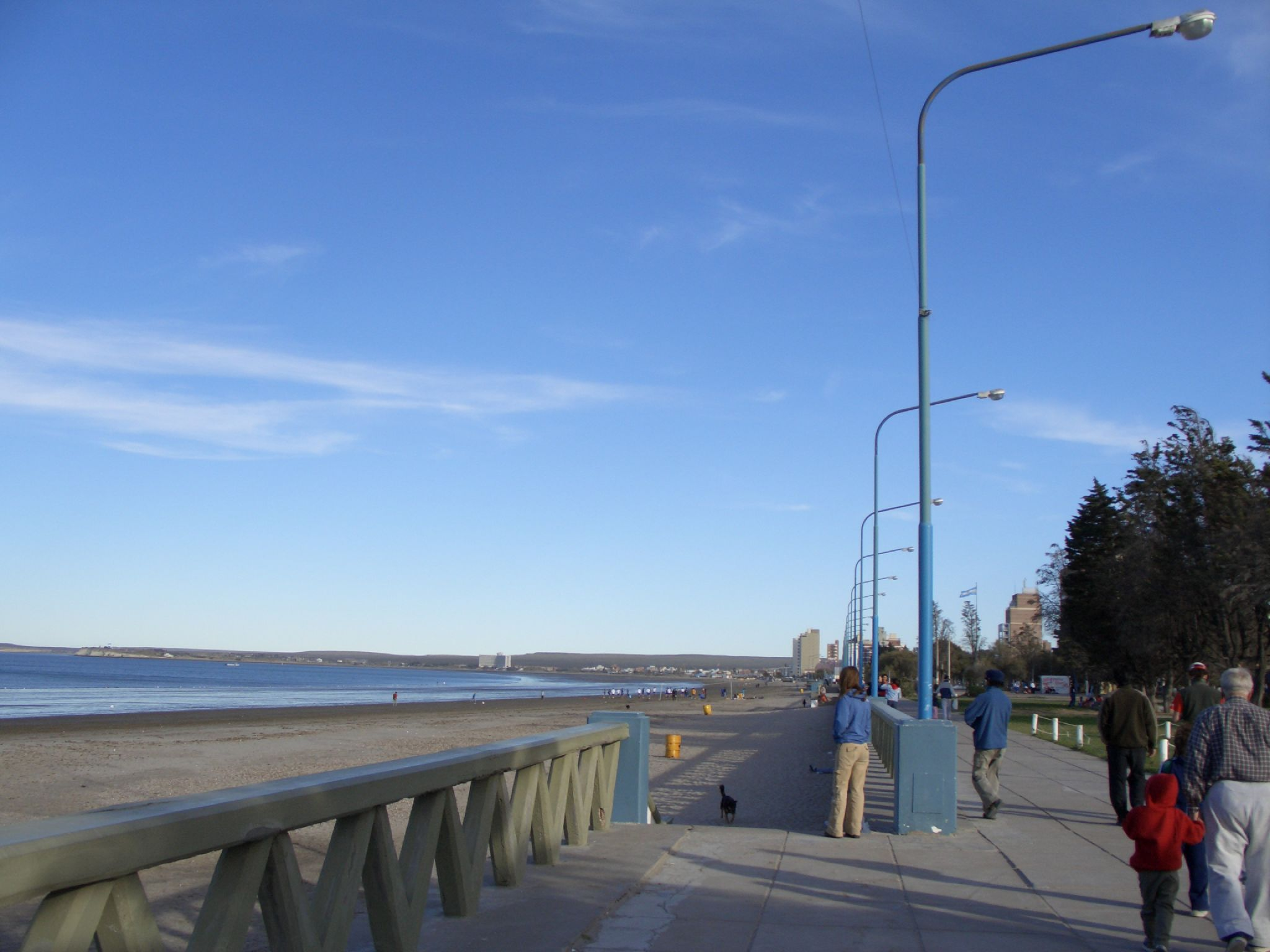
Het strand van Puerto Madryn

Het klimaat is gematigd / subtropisch, en droog. Kenmerkend zijn de sterke winden uit het zuidwesten, de zogenaamde Pampero. De gemiddelde etmaaltemperatuur in januari is 21°C en in juli 8°C, de gemiddelde maximumtemperaturen overdag bedragen circa 27 C in januari en 14 C in juli. De jaarlijkse neerslag is gering; tussen de 150 en 200 mm. Het weer is over het algemeen zonnig, met circa 2450 zonuren per jaar, circa 55 % van de tijd dat het licht is, waardoor de stad ook een geliefde badplaats is geworden. Door de warme zeestroom (de Braziliëstroom) zijn de watertemperaturen er gemiddeld hoger dan in de noordelijker gelegen badplaatsen van de provincie Buenos Aires.

## Economie
Sinds 1974 is in Puerto Madryn de enige aluminiumfabriek van Argentinië gevestigd, ALUAR (Aluminio Argentino). Deze fabriek voorziet in de gehele binnenlandse behoefte aan aluminium en biedt aan 1700 mensen werk.
Naast de aluminiumproductie zijn de visserij en het toerisme de belangrijkste bedrijfstakken. De stranden trekken veel badgasten, en dankzij het heldere water in de baai is Puerto Madryn uitgegroeid tot een belangrijk centrum van de duiksport. Daarnaast is Puerto Madryn uitvalsbasis voor excursies naar het schiereiland Valdés, waar vele mogelijkheden zijn voor natuurliefhebbers (o.a. walvisspotten).

## Geboren
- Gabriel Mercado (1987), voetballer